# 후처기 (드라마)
《후처기》는 1980년 2월 15일에 방영된 KBS 문예극장이다.

## 제작진
- 극본 : 이철향
- 연출 : 이종하

## 등장 인물
- 정영숙
- 민욱
- 이주실
- 곽경환